# Dispositivo (diritto)
Il dispositivo è, nell'ambito del diritto, la parte più propriamente precettiva di un atto giuridico o amministrativo, nella quale è espresso il contenuto decisionale dell'atto, o di una sentenza.
Si distingue dalla motivazione, ossia dalla parte nella quale sono esposte le ragioni che hanno indotto il giudice a prendere quella decisione e giustificano la stessa.

## Descrizione
Mentre in vari ordinamenti l'obbligo di motivazione è previsto a livello costituzionale (è il caso dell'art. 111 della Costituzione della Repubblica Italiana), quale garanzia dei cittadini nei confronti del potere giudiziario e di buona amministrazione della giustizia, vi sono ordinamenti che non hanno costituzionalizzato tale obbligo (è il caso degli Stati Uniti d'America e della Germania) o che, addirittura, prevedono eccezioni allo stesso, come avviene in certi ordinamenti (paesi anglosassoni, Francia ecc.) per il verdetto della giuria. In quest'ultimo caso perciò, la sentenza si compone esclusivamente del dispositivo, ossia senza la presenza della motivazione del giudizio.